# Grab
Grab (lat. Carpinus) rod је korisnog, ukrasnog drveća iz porodice breza (Betulaceae). Porekla imena ovog roda nije potpuno razjašnjeno. Moguće je da dolazi keltskih reći karr (drvo) i penne (glava), što je bilo staro ime za grab kod Rimljana, ili dolazi od grčkog karpinos (plodonosan).
Najvažnija vrsta obični grab (Carpinus betulus). Ovo drvo je izuzetno tvrdo, žilavo i teško ga je rascepiti, pa se koristi za izradu raznog alata, kao i za ogrev. Druga poznata vrsta belograb ili beli grab (Carpinus orientalis), niskog je rasta, ali je takođe čvrsto, pa se koristi u stolarstvu.

## Rasprostranjenost
Oko 30–40 vrsta je javlja širom većine umerenih regiona severne hemisfere, sa najvećim brojem vrsta u istočnoj Aziji, a posebno u Kini. Samo dve vrste se javljaju u Evropi, jedna u istočnoj Severnoj Americi, i jedna u Mezoamerici. Carpinus betulus se može naći u Evropi, Turskoj i Ukrajini.

## Vrste
- [9][10]
- [11]
- [12]
- [13]
- [14][15][16][17]
- [18][19][20][21]
- [22][23][24][25]
- †Carpinus perryae Pigg, Manchester, & Wehr, 2003[26][27]
- [28][29][30]
- †Carpinus tengshongensis W.C.Cheng}-[31]
- [32]

## Spoljašnje veze
- Eichhorn, Markus (decembar 2011). „Hornbeam”. Test Tube. Brady Haran for the University of Nottingham.